# Anna Amalie af Preussen
Prinsesse Anna Amalie af Preussen (født 9. november 1723 i Berlin; død 30. september 1787 i Berlin) var en tysk komponist og yngre søster af kong Frederik den Store af Preussen.

## Liv og virke
Hendes far, soldatkongen (Frederik Vilhelm 1.), var ingen musikven, så Amalie fik først musikundervisning fra da hun var 17 år. Hun lærte at spille cembalo og klaver, og da hun var 21 år fik hun også undervisning i komposition. Hun lærte også orgel og violin. Af en af Johann Sebastian Bachs studenter, Johann Philipp Kirnberger, lærte hun videre kompositionsteknikker.
Anna Amalie skal have haft en kærlighedsaffære med baron Friedrich von der Trenck, som var af østpreussisk afstamning og en tidligere ven, yndling og adjudant af hendes ældre broder Fredrik. De var kortvarig forenede før og under den anden schlesiske krig, men Trenck blev arresteret i 1745 og mistænkt for spionage for østrigerne. Trenck blev senere løsladt på kong Fredriks ordre, efter Amalies bøn, og flygtede til Østrig. Han blev til sidst henrettet under den revolutionære terror i Paris i 1794 som angivelig aristokratisk spion.
Amalie blev, efter som hun nægtede at gifte sig, gjort til abbedisse af Quedlinburg i 1755 efter pres fra broren.
Når hun var i Berlin, boede hun om sommeren i det Vernezobreiske palæ i Berliner Wilhelmstraße, og om vinteren i sit palæ i Unter den Linden 7.
Da hun blev gammel, blev Anna Amalie blind. Hun døde efter længere tids sygdom.
Hun var tante til komponisten Anna Amalie, hertuginde af Sachsen-Weimar-Eisenach.

## Værker
Anna Amalie ligger musikalsk mellem barokmusik og tidlig klassicisme. Under indflydelse fra den konservative Kirnberger befattede hun sig med de gamle komponister. Selv holdt hun imidlertid mere af den "ædle enkelhed" i den tidlige klassiske musik mere end den gamle barokmusik.
Hendes store forbillede var Johann Sebastian Bach, og hun samlet manuskripter af ham. I dag er hun særlig berømt for denne samling, som nu ejes af Staatsbibliothek zu Berlin (Stiftung Preußischer Kulturbesitz).
Selv komponerede hun kantater, koraler, lieder, kammermusik og marcher.